# ورث آبی (سرده)
ورث آبی (نام علمی: Sphenoclea) نام یک سرده از رده دولپه‌ای‌ها است.